# Can Joia
Can Joia és una obra de Riells i Viabrea (Selva) inclosa a l'Inventari del Patrimoni Arquitectònic de Catalunya.

## Descripció
Can Joia és la casa principal d'una gran propietat de la qual depenen diverses masoveries. Es troba situda a 400 metres d'altitud i és perfectament visible des de la carretera.
És un gran casal de planta baixa, dos pisos i golfes amb vessants a laterals i cornisa catalana. L'edifici original data del segle xvi i va ser objecte d'una gran ampliació al segle xix.
A la façana principal s'aprecia perfectament l'evolució de la construcció. La part més antiga es troba al costat esquerre i consta d'un portal adovellat d'arc de mig punt amb finestra a banda i banda i un pis superior amb tres obertures emmarcades amb pedra, una d'elles amb una creu incisa i un cap esculpit a la llinda. La coberta era de dos vessants a laterals. Sobre la crugia central i la de l'esquerra s'hi va afegir la nova edificació.
La part construïda al segle xix és de quatre plantes i vessants a laterals amb cornisa catalana. Les obertures són algunes amb pedra i d'altres de rajol d'arc de mig punt. Hi ha dues portes a la planta baixa són d'arc rebaixat de rajol. El parament presenta una part d'arrebossat de calç, que correspon a la part antiga, i la resta és de pedra vista i de rajol.
La façana lateral esquerra correspon a la masoveria. Té un portal d'entrada d'arc rebaixat de pedra i les obertures són quadrangulars amb llinda monolítica. Una de les finestres porta la data inscrita de 1826. També es pot veure una placa de rajola vidriada amb el text: “Alabat sia Déu. Per vostra propia dignitat i respecte als altres no renegueu. Lliga contra el mal parlar” i la imatge de sant Jordi.
Davant d'aquesta façana lateral hi ha un cos rectangular que correspon a les antigues quadres, i es comunica directament amb la casa per una mena de pas elevat cobert.
Al costat dret de la construcció principal hi ha diversos cossos de serveis adossats en estat d'abandó i enrunament.

## Història
Al segle xvii es construeix el molí d'en Joia, que es troba prop de la casa.
Actualment només està habitada la part de la masoveria. A l'altre costat de la carretera es troba la granja d'explotació ramadera on hi treballa el masover, Joan Fradera.
Fins fa pocs anys era propietat de Joaquim Godori Moragas que la va vendre a Joaquim Cusachs.